# ブラジルのイスラム教
本項目ではブラジルのイスラム教について記述する。

## 概要
最初期のムスリムはアフリカ系奴隷とされ、次に大挙して移住したのは、シリアやレバノン出身のアラブ人であった。2010年に行われた国勢調査によると、国内のムスリムの数は35207人に上るという。モスクや礼拝所となると100は優に超えるが、その数は今後10年間で4倍に増えるものと見られる。

## 歴史

### アフリカ系移民

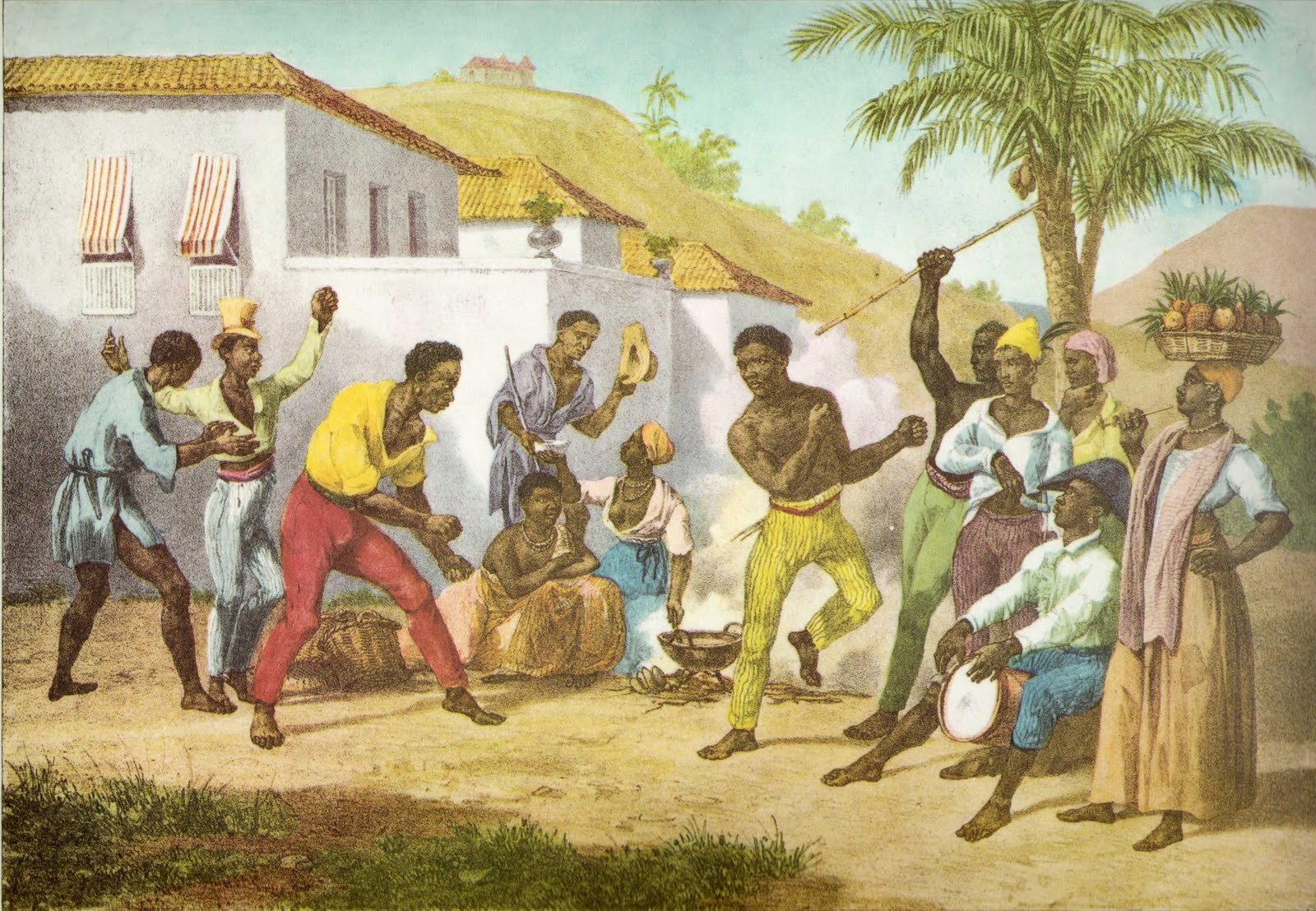
カポエイラ（1835年、ヨハン・モーリッツ・ルゲンダス作）

国内のムスリムの歴史は、全アフリカ奴隷貿易の37%を占める300万人以上のアフリカ奴隷の輸入で幕を開けた。ポルトガル人は1550年以降、原住民のトゥピ族が激減したことに伴い、砂糖のプランテーションの労働力確保を目的にアフリカ奴隷貿易を開始。研究者によると、アメリカ州で最も多くのムスリムを奴隷にしたという。
バーバリ戦争中は一部原住民がムスリム国家と交流。悪名を馳せた港町アルジェは、新世界のイベリア系植民地からのアメリカ・インディアンを含む、世界で最も複雑な多民族都市の1つであったと、1570年代に北米で捕虜となったポルトガル人聖職者のアントニオ・ソザが記している。
バーバリ海賊は船舶を攻撃し、アメリカ州出身の囚人を捉えたことで知られた。1673年には140名の囚人がリオデジャネイロの船団から連れ去られた。1674年にはブラジルの艦船が拿捕されたことで、海防力の強化が図られることとなる。

### マレの反乱
バイアで1835年にアフリカ系ムスリム（マレ）による大規模な反乱が発生（マレの反乱）。参加者の大部分は地元でナゴと呼ばれていたヨルバ族およびフォン族であった。マレの多くは、19世紀初頭にオヨ王国やイロリンなどヨルバ系都市国家間の戦争で戦い捕虜となった者であった。他の参加者には、ハウサ族やヌペ族の聖職者、さらにイスラム教へ改宗したりムスリムと同盟を組んで戦ったりしたジェジェ族やダホメー族の兵士がいた。
1835年の1月24日の夜に始まった戦闘は翌朝も続き、アフリカ生まれの奴隷集団はサルヴァドールの通りを占拠。3時間以上にわたり兵士や武装した市民と衝突した。
反乱は短時間で終わったものの、国内最大規模の奴隷反乱であり、都市における奴隷反乱としてはアメリカ州最大のものであった。正確な数は不明なものの、約300人のアフリカ人が参加し、犠牲者は50人から100人と推定。監獄や病院で死亡した負傷者も含めると、この数はもっと増える。多くの参加者が死刑や投獄、笞刑、国外追放処分を受けた。
反乱は全土に影響を与えた。政府は反乱が再発することを恐れ、マレを注意深く監視し、その後数年間は、カトリックへ強制改宗させ、人々からイスラム教の記憶と愛着を消し去ることに力を尽くした。しかしながら、アフリカ系ムスリム共同体は一朝一夕で無くならず、1910年にはいまだ国内に10万人ものムスリムが居住していたという。

### 国内のムスリム移民
マレの反乱の後、中東や東南アジアからムスリムが移住。約1100万人ものシリア人やレバノン人移民（ほとんどがマロン系キリスト教徒）が国内各地に住んでいる。なかんずくムスリムが最も多く住むのはサンパウロである。
建築や料理もアラブ人が持ち込んだ文化の特徴を示す。ファストフードでさえ移民の影響から逃れておらず、アラブ料理のチェーン店であるハビービスはファストフードチェーンとしては国内で2番目に大きい。また、シリアやレバノン系商人（ほとんどはキリスト教徒だが）が支配する織物業のような事業にも影響は及ぶ。サンパウロ市議会には弁護士出身のムスリム系議員が1人在籍。
数多くのモスクがサンパウロに点在しており、最古かつ最も多くの人を集めているものがド・エスタド通りにある。70年以上前に建立して以降、学校や図書館、食堂、多目的ホールなどを増設している。

## 現況

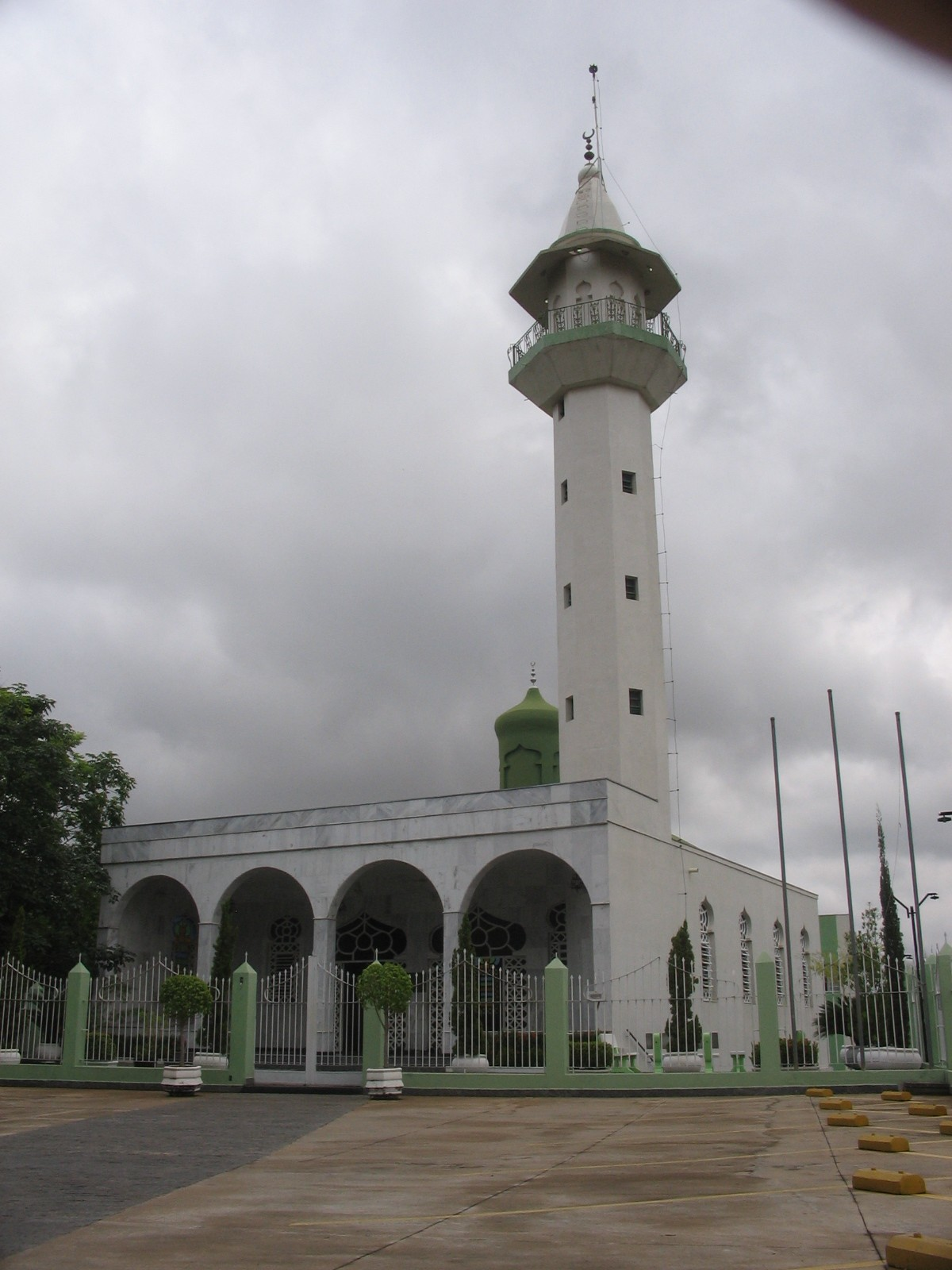
クイアバのモスク

### 人口
2010年実施の国勢調査によるとムスリムが35167人おり、主としてサンパウロ州やパラナ州に集中している。大規模なムスリム共同体としては、サンパウロ郊外の工業地区や港湾都市サントスのものがあり、小規模なものは沿岸部のパラナ州や、アルゼンチン・ブラジル・パラグアイの国境地帯のクリチーバ、フォス・ド・イグアスにある。
宗派はスンナ派が圧倒的に多く、ほぼ完全に他の社会に同化している。近年はシーア派移民がサンパウロやクリチーバ、フォス・ド・イグアスの孤立した小規模な共同体に流入。モスク、イスラムセンター、イスラム組織は約60ある一方で、アフマディーヤの歴史は浅く、20世紀末の1986年になってから共同体が設立されている。
近年に傾向としては、非アラブ人の間でイスラム教への改宗が増加。近年ムスリム団体がまとめた資料によると、10000人弱の改宗者が国内に居住するという。なかんずく2001年に発生したアメリカ同時多発テロ以後、社会的疎外や人種差別に苛まれている者は軒並み改宗する傾向にあるとされる。ここ30年間はモスク以外にも図書館や学校を建てたり、新聞に資金を出したりするなど、ブラジル社会でも注目度を増している。
現存するコーランのポルトガル語訳3冊のうち、2冊がサンパウロのムスリム翻訳家により行われており、このことはブラジルにおけるイスラム人口の拡大を反映している。

### 社会基盤

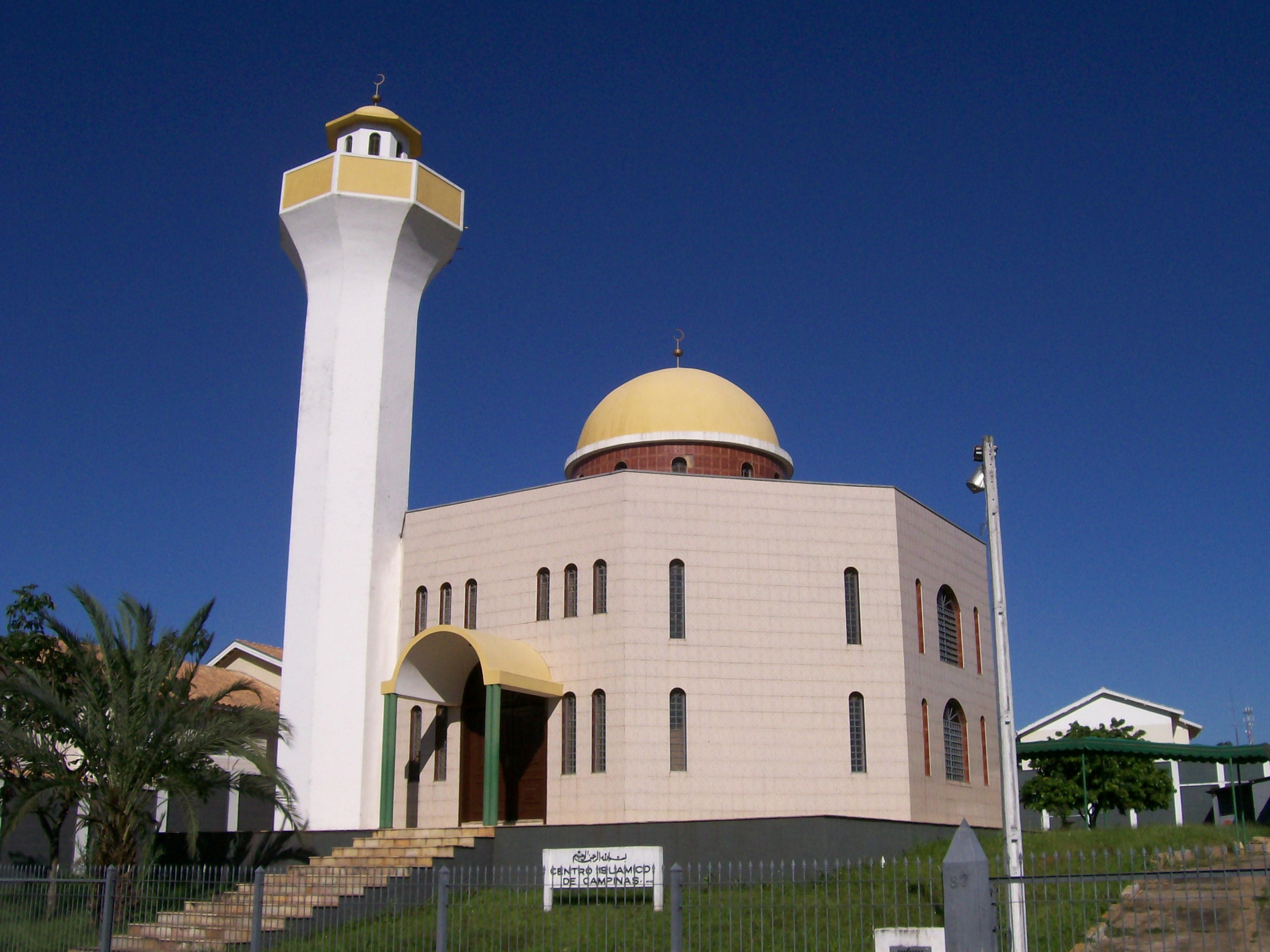
カンピナスのイスラムセンター

南米の大都市圏の多くのモスクに当てはまることだが、サンパウロでもモスクの維持に外国からの支援や個人的な支援活動が大きな役割を果たす。例えばド・エスタボ通りモスクのイマームは中東出身で、イマームはモスクの運営委員会と資金を提供するアラブ諸国政府が共同して選ぶことが多い。

## ユーチューブ動画削除命令事件
サンパウロ州裁判所は2012年9月25日、ムハンマドを侮辱する映像を削除するようユーチューブに命じた。イスラム諸国で激しい反発を買った動画の削除を巡っては、国内のムスリム団体がユーチューブを提供するグーグルを相手に提起、憲法に規定された信教の自由を侵害していると主張していた。
判事は個人や団体を表現の自由や宗教差別を惹起しうる行為から守る必要性から、差し止め命令を出したと説明する一方で、違法行為の禁止は思想や表現の自由を損ねないと指摘している。